# Brude VII
Brude VII des Pictes ou Bridei mac Fokel roi des Pictes de 843 à 845.
La Chronique Picte lui accorde un règne de 2 ans comme successeur de Ciniod mac Uurad.
Le nom de son père Fokel ou Fochel est la forme gaélique du nom brittonique Wthoil ou Uuthoil il semble donc qu'il était un frère du roi Talorgan mac Uuthoil qui avait partagé le trône avec Drest mac Caustantin.

## Sources
- (en) J.P.M. Calise, Pictish Sourcebook, Documents of Medieval Legend and Dark Age History, Londres, Greenwood Press, 2002, 365 p. (ISBN 0313322953), p. 190  Brude f. Fochel (Brude VII, Brude son of Fochel) Pictish king (?843-?845).
- (en) William Arthur Cumming, The Age of the Picts, Stroud, Sutton Publishing, 1998, 256 p. (ISBN 978-0752449593).
- (en) William Forbes Skene Chronicles Of The Picts,Chronicles Of The Scots, And Other Early Memorials Of Scottish History. H.M General Register House Edinburgh (1867) Reprint par Kessinger Publishings's (2007)  (ISBN 1432551051).
- (en) Alfred P. Smyth Warlords and Holy Men. Scotland AD 80~1000 Edinburgh University Press (1984)  (ISBN 0748601007)
- (en) Ann Williams, Alfred P. Smyth and D.P Kirby  A bibliographical dictionary of Dark Age Britain. SEABY London (1990)  (ISBN 1-85264-047-2)
- (en) Alex Woolf From Pictland to Alba 789~1070 The New Edinburgh History of Scotland. Edinburgh University Press, Edinburgh (2007)  (ISBN 9780748612345)